# Паправенд
Нор Карміраван (вірм. Նոր Կարմիրավան), Паправенд (азерб. Papravənd) — село у Мартакертському районі Нагірно-Карабаської Республіки. Село розташоване на трасі Мартакерт — Аскеран — Степанакерт, за 8 км на південь від Мартакерта та за 3 км на північ від села Нор Айкаджур. На захід від села розташовані ряд інших сел: Неркін Оратаг, Цахкашен, Вардадзор, а на сході від села знаходиться лінія розмежування Армії Оборони Нагірно-Карабаської Республіки та Національної армії Азербайджану. Населення села складається з тимчасово переміщених осіб з села Карміраван, яке наразі знаходиться під контролем Національної армії Азербайджану.

## Пам'ятки
В селі розташовані гробниці 2-1 тисячоліття до н. е.